# Хусатуй
Хусату́й (рос. Хусатуй) — село у складі Агінського міського округу Забайкальського краю, Росія.

## Населення
Населення — 71 особа(2010; 100 у 2002).
Національний склад (станом на 2002 рік):
- буряти — 54 %
- росіяни — 37 %